# 陳春生 (1954年)
陳春生（1954年5月15日—），台灣法律學者，現任國立臺北大學法律學院名譽教授、輔仁大學法學院講座教授。曾任中華民國司法院大法官、國立臺北大學副校長、法律學院院長、泛亞太研究中心主任。2013年獲第十三屆國立臺北大學傑出校友。

## 生平歷略
陳春生在1954年5月15日出生，就讀臺北市永樂國小期間，曾經參加棒球校隊。大學時期，先進入國立清華大學核子工程學系就讀，當過校內學生寫作協會的會長。後來重考至國立中興大學法商學院（2000年改制為國立臺北大學）法律學系，1981年以法學組第一名的成績畢業後，赴海外留學8年。陳春生在1984年4月，進入日本東京大學大學院法學政治學研究科公法組碩士班就讀，跟隨鹽野宏、小早川光郎學習行政法。他先後於日本東京大學取得法學碩士（1986年）、德國慕尼黑大學取得法學博士學位（1990年），並進入法國史特拉斯堡大學博士班就讀（肄業）。1990年取得慕尼黑大學法學博士學位（Dr. jur.）時，題目為《核能電廠設置許可程序中法院所扮演的角色》，研究重心在「專門技術裁量」的司法可審查性，是當時第一本比較德國與日本原子能法的學術著作。
返國後，陳春生即在中興大學法商學院任教，研究主要關懷領域在憲法、行政法、能源法與環境法等。2013年，獲頒第13屆國立臺北大學傑出校友。現為國立臺北大學法律學院名譽教授。

## 作品節選

### 專書著作
- 核能利用與法之規則
- 行政法之學理與體系 (一)(二)
- 法治國之權利保護與司法審查

## 個人生活
其妻翁曉玲為任教中興大學法商學院時期的門生，於2024年當選立法委員（第11屆，全國不分區）。
陳春生是新北市三鶯救生隊的水上救生員，並有泳渡金門料羅灣、日月潭等地的經歷。

## 外部連結
- 陳春生老師個人網站